# Comté de Gotland
Pour les articles homonymes, voir Gotland (homonymie).
Le comté de Gotland (Gotlands Län en suédois) est un comté suédois comprenant l’île du même nom et les îles environnantes, en mer Baltique.

## Province historique
Avant d’être un comté, l’île de Gotland était une province historique.
Pour l’histoire, la géographie et la culture, voir Gotland

## Administration

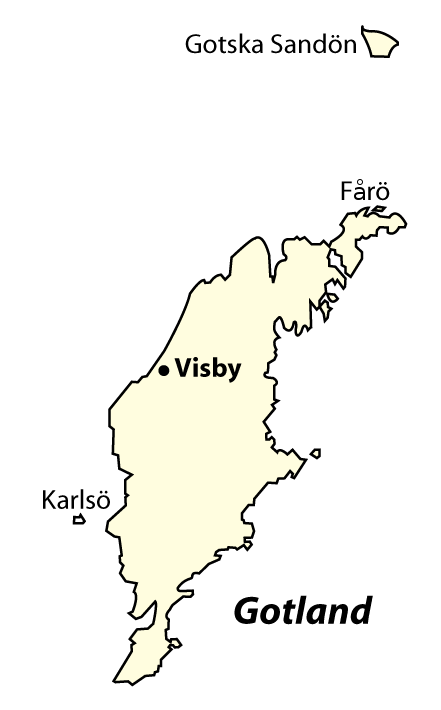
Carte du comté de Gotland.

Les principales missions du conseil d’administration du comté (Länsstyrelse), dirigé par le préfet du comté, sont de satisfaire aux grandes orientations fournies par le Riksdag et le gouvernement, de promouvoir le développement du comté et de fixer des objectifs régionaux.
Gotland est le seul comté suédois ne disposant pas d’une assemblée locale. L’île ne forme par ailleurs qu’une seule commune (Kommuner), la commune de Gotland, au niveau local.
Du fait de l’absence d’assemblée locale, les pouvoirs normalement dévolus à cette dernière sont assumés par la commune de Gotland.

## Villes et localités principales
- Visby : 22 017 habitants
- Hemse : 1 766 habitants
- Slite : 1 617 habitants
- Klintehamn : 1 431 habitants
- Vibble : 1 057 habitants
- Roma : 877 habitants
- Fårösund : 816 habitants
- Lärbro : 512 habitants
- Havdhem : 343 habitants
- Burgsvik : 335 habitants

## Héraldique
Le comté de Gotland a hérité son blason de la province historique de Gotland. Lorsqu’il est représenté avec une couronne royale, le blason symbolise le conseil d’administration du comté.